# Megaselia xanthogastra
Megaselia xanthogastra är en tvåvingeart som beskrevs av Schmitz 1940. Megaselia xanthogastra ingår i släktet Megaselia och familjen puckelflugor. Inga underarter finns listade i Catalogue of Life.